# Museo Etnológico de Ador
El Museo Etnológico de Ador es un espacio cultural situado a la localidad de Ador, en la comarca de la Safor, en el País Valenciano. Se centra en la historia y las costumbres locales. Es de titularidad y gestión púbica, siendo el Ayuntamiento de Ador el encargado de la misma. Fue inaugurado en 2008 en un edificio centenario del centro de la población. En 2009, fue reconocido dentro de la Colección Museogràfica Permanente de la Consejería de Cultura.
Este museo se concibió también como un espacio donde promocionar artistas locales, así como un lugar donde llevar a cabo actividades de carácter didáctico destinadas a la población local y en concreto a los más pequeños.
El año 2017 entró a formar  parte de la Red de Museos Etnológicos Locales, coordinada por el Museo Valenciano de Etnología.
El edificio en el que se instaló el museo había sido anteriormente sede del Consistorio local, consistiendo en una edificio  de finales del siglo XIX, con fachada de mampostería. El museo se divide en dos espacios:
- una sala alberga la colección permanente del Museo (unas 200 piezas, enseres, herramientas y objetos de toda índole, utilizados en las labores del campo y del hogar y los cuales han sido muchos aportados por los propios vecinos, de las cuales alrededor de 150 están expuestas) Esta colección puede considerarse la memoria viva de las costumbres y tradiciones del pueblo (destacando los instrumentos utilizados en la elaboración de la pasa, la apicultura) También existen piezas de extraordinario valor, como un reloj solar de época Imperial Romana, muy probablemente del s. III d. C., así como otras piezas de esa misma época.[8]
- otra sala está destinada a exposiciones temporales.

En el año 2022, la colección permanente amplió su exposición al incorporar piezas donadas por Frederic Artés, un vecino de Llocnou de Sant Jeroni.Esta donación permitió llevar a cabo una exposición centrada en el cultivo de la pasa, con las herramientas que se empleaban para el cultivo del viñedo y la elaboración de la pasa en el siglo XIX y principios del XX.